# برنار فاليه
برنار فاليه (بالفرنسية: Bernard Vallet)‏ مواليد 18 يناير 1954 في فيين، إزار، فرنسا، هو دراج فرنسي سابق في صنف سباق الدراجات على الطريق.

## سجل النتائج

### سباقات أو مراحل فاز بها
- طواف فرنسا

## وصلات خارجية
- الموقع الرسمي

## روابط خارجية
- برنار فاليه على موقع أرشيف الدراجات (الإنجليزية)
- برنار فاليه على موقع إحصائيات الدراجات الإحترافية (الإنجليزية)
- برنار فاليه على موقع CycleBase (الإنجليزية)